# Tennis in the Land 2022
Il Tennis in the Land 2022 è un torneo di tennis femminile giocato su campi in cemento. È la 2ª edizione dell'evento. Appartiene alla categoria WTA 250 nell'ambito del WTA Tour 2022. Il torneo si svolge presso il Jacobs Pavilion dal 21 al 27 agosto 2022.

## Partecipanti al singolare

### Teste di serie
| Nazionalità | Giocatrice             | Ranking* | Testa di serie |
| ----------- | ---------------------- | -------- | -------------- |
| Rep. Ceca   | Barbora Krejčiková     | 19       | 1              |
| Italia      | Martina Trevisan       | 26       | 2              |
|             | Ekaterina Aleksandrova | 27       | 3              |
| Belgio      | Elise Mertens          | 33       | 4              |
| Romania     | Irina-Camelia Begu     | 34       | 5              |
| Francia     | Caroline Garcia        | 35       | 6              |
|             | Aljaksandra Sasnovič   | 36       | 7              |
| Francia     | Alizé Cornet           | 37       | 8              |

### Altre partecipanti
Le seguenti giocatrici hanno ricevuto una wild card per il tabellone principale:
- Lauren Davis
- Sofia Kenin
- Barbora Krejčíková
- Peyton Stearns

Le seguenti giocatrici sono passate dalle qualificazioni:

- Dalayna Hewitt
- Eri Hozumi
- Laura Siegemund
- Harmony Tan

Le seguenti giocatrici sono entrata in tabellone come lucky loser:
- Francesca Di Lorenzo
- Iryna Šymanovič
- Marcela Zacarías

### Ritiri
Prima del torneo
- Caroline Garcia → sostituita da  Iryna Šymanovič
- Camila Giorgi → sostituita da  Magda Linette
- Kaia Kanepi → sostituita da  Aleksandra Krunić
- Ann Li → sostituita da  Camila Osorio
- Elise Mertens → sostituita da  Marcela Zacarías
- Anastasija Potapova → sostituita da  Francesca Di Lorenzo
- Shelby Rogers → sostituita da  Dajana Jastrems'ka

## Partecipanti al doppio
| Nazione     | Giocatrice               | Nazione       | Giocatrice         | Ranking* | Testa di serie |
| ----------- | ------------------------ | ------------- | ------------------ | -------- | -------------- |
| Rep. Ceca   | Barbora Krejčiková       | Rep. Ceca     | Kateřina Siniaková | 10       | 1              |
| Stati Uniti | Nicole Melichar-Martinez | Australia     | Ellen Perez        | 62       | 2              |
| Giappone    | Shūko Aoyama             | Taipei cinese | Chan Hao-ching     | 64       | 3              |
| Kazakistan  | Anna Danilina            | Serbia        | Aleksandra Krunić  | 66       | 4              |

* Ranking al 15 agosto 2022.

### Altre partecipanti
La seguente coppia ha ricevuto una wildcard per il tabellone principale:
- Francesca Di Lorenzo /  Marcela Zacarías
- Dalayna Hewitt /  Peyton Stearns

### Ritiri
Prima del torneo
- Alexa Guarachi /  Andreja Klepač → sostituite da  Elixane Lechemia /  Julia Lohoff
- Eri Hozumi /  Makoto Ninomiya → sostituite da  Han Xinyun /  Eri Hozumi
- Anastasija Potapova /  Jana Sizikova → sostituite da  Mayar Sherif /  Jana Sizikova
- Xu Yifan /  Yang Zhaoxuan → sostituite da  Ingrid Gamarra Martins /  Emily Webley-Smith

## Campionesse

### Singolare
Ljudmila Samsonova ha sconfitto in finale  Aljaksandra Sasnovič con il punteggio di 6-1, 6-3.
- È il terzo titolo in carriera per la Samsonova, il secondo della stagione e di fila.

### Doppio
Nicole Melichar-Martinez /  Ellen Perez hanno sconfitto in finale  Anna Danilina /  Aleksandra Krunić con il punteggio di 7-5, 6-3.